# Ehretia anacua
Ehretia anacua, la anacua es un árbol nativo del norte de México y sudeste de los Estados Unidos de América.

## Descripción
Es un árbol perenne subtropical de entre 6 y 15 metros de altura que en ocasiones puede encontrarse con múltiples troncos o como arbusto en zonas con escasa humedad. Sus hojas son grandes y en forma oval y debido a su áspera textura en inglés es conocido como Sandpaper tree (árbol papel de lija). Sus flores son blancas, pequeñas y aromáticas con cinco pétalos en forma de estrella que forman grupos de entre 7 y 10 cm de diámetro y que llegan a darle al árbol una apariencia totalmente blanca.
Si la temperatura invernal se presenta muy baja el árbol puede perder su follaje.
Crece preferentemente en suelos alcalinos pero puede adaptarse a suelos neutros o ligeramente ácidos; es extremadamente resistente a las altas temperaturas y la sequía, pues sus requerimientos de agua son de medianos a bajos.
Durante el verano sus flores dan lugar a los frutos que son drupas de alrededor de 8 mm de diámetro que van desde el color naranja claro al rojo intenso con 2 semillas en su interior, son comestibles y tienen un sabor dulce que gusta a las aves, las cuales contribuyen a la diseminación de las semillas.

## Taxonomía
Ehretia anacua fue descrita por (Terán & Berland.) I.M.Johnst. y publicado en Contributions from the Gray Herbarium of Harvard University 70: 89. 1924.
Etimología
Ehretia: nombre genérico que hace el honor al botánico Georg Dionysius Ehret, un célebre botánico e ilustrador del siglo XVIII.
anacua: epíteto
Sinonimia
- Ehretia ciliata Miers
- Ehretia elliptica A.DC.
- Ehretia exasperata Miers
- Ehretia lancifolia Sessé & Moç.
- Ehretia scabra Kunth & C.D.Bouché
- Gaza anacua Terán & Berland.[3]